# Camille Mandrillon
Camille Mandrillon (n. 6 septembrie 1891, Les Rousses⁠(d), Franche-Comté⁠(d), Franța – d. 22 martie 1969, La Tronche, Rhône-Alpes, Franța) a fost un ofițer ce a reprezentat Franța, medaliat olimpic. A participat la o ediție a Jocurilor Olimpice (1924) în care a câștigat o medalie de bronz.

## Participări
Lista de mai jos prezintă principalele competiții la care a participat Camille Mandrillon de-a lungul carierei.
- Jocurile Olimpice de iarnă din 1924